# Fahri Tatan
Fahri Tatan (Rize, 30 maggio 1983) è un ex calciatore turco, di ruolo centrocampista.

## Statistiche

### Cronologia presenze e reti in nazionale
| Cronologia completa delle presenze e delle reti in nazionale ― Turchia | Cronologia completa delle presenze e delle reti in nazionale ― Turchia | Cronologia completa delle presenze e delle reti in nazionale ― Turchia | Cronologia completa delle presenze e delle reti in nazionale ― Turchia | Cronologia completa delle presenze e delle reti in nazionale ― Turchia | Cronologia completa delle presenze e delle reti in nazionale ― Turchia | Cronologia completa delle presenze e delle reti in nazionale ― Turchia | Cronologia completa delle presenze e delle reti in nazionale ― Turchia |
| Data                                                                   | Città                                                                  | In casa                                                                | Risultato                                                              | Ospiti                                                                 | Competizione                                                           | Reti                                                                   | Note                                                                   |
| ---------------------------------------------------------------------- | ---------------------------------------------------------------------- | ---------------------------------------------------------------------- | ---------------------------------------------------------------------- | ---------------------------------------------------------------------- | ---------------------------------------------------------------------- | ---------------------------------------------------------------------- | ---------------------------------------------------------------------- |
| 12-4-2006                                                              | Baku                                                                   | Azerbaigian                                                            | 1 – 1                                                                  | Turchia                                                                | Amichevole                                                             | -                                                                      | 46’                                                                    |
| 26-5-2006                                                              | Bochum                                                                 | Turchia                                                                | 1 – 1                                                                  | Ghana                                                                  | Amichevole                                                             | -                                                                      | 84’                                                                    |
| 28-5-2006                                                              | Amburgo                                                                | Turchia                                                                | 1 – 1                                                                  | Estonia                                                                | Amichevole                                                             | -                                                                      | 34’                                                                    |
| 31-5-2006                                                              | Offenbach am Main                                                      | Arabia Saudita                                                         | 0 – 1                                                                  | Turchia                                                                | Amichevole                                                             | -                                                                      | 84’                                                                    |
| 2-6-2006                                                               | Arnhem                                                                 | Turchia                                                                | 3 – 2                                                                  | Angola                                                                 | Amichevole                                                             | -                                                                      | 46’                                                                    |
| 4-6-2006                                                               | Krefeld                                                                | Turchia                                                                | 0 – 1                                                                  | Macedonia                                                              | Amichevole                                                             | -                                                                      | 86’                                                                    |
| Totale                                                                 |                                                                        | Presenze                                                               | 6                                                                      |                                                                        | Reti                                                                   | 0                                                                      |                                                                        |

## Palmarès

### Club

#### Competizioni nazionali
- Coppa di Turchia: 1

Beşiktaş: 2006-2007
- Supercoppa di Turchia: 1

Beşiktaş: 2006